# Championnat d'Espagne de football 2010-2011
Navigation
Championnat d'Espagne 2009-2010 Championnat d'Espagne 2011-2012
La saison 2010-2011 de Liga BBVA est la quatre-vingtième édition du championnat d'Espagne de football et la troisième sous l'appellation « Liga BBVA ». Le premier niveau du championnat oppose vingt clubs espagnols en une série de trente-huit rencontres jouées durant la saison de football. Elle a débuté le samedi 28 août 2010 et s'est terminée le 22 mai 2011.
Les six premières places de ce championnat sont qualificatives pour les compétitions européennes que sont la Ligue des Champions et la Ligue Europa. Une autre place est attribuée au vainqueur de la coupe nationale.
Les équipes de Valladolid, Tenerife et Xerez quittent la division et sont remplacées par la Real Sociedad, champion de Liga Adelante la saison précédente, Levante et Alicante.

## Promotions et relégations
Équipes promues de Segunda División en 2009-2010 :
- Real Sociedad
- Levante
- Hércules Alicante

Équipes reléguées de Primera División en 2009-2010 :
- Real Valladolid
- CD Tenerife
- Xerez CD

## Qualifications en Coupe d'Europe
Ligue des champions
À l'issue de la saison, les clubs placés aux trois premières places du championnat se qualifient pour la phase de groupes de la Ligue des champions 2011-2012. Le club arrivé quatrième se qualifie quant à lui pour le tour de barrages des non-champions de cette même Ligue des champions.
Ligue Europa
L'Espagne a trois places en Ligue Europa 2011-2012. L'une revient au vainqueur de la Coupe du Roi. Si ce dernier ne peut pas participer à la Ligue Europa car déjà qualifié, le finaliste prend sa place, voire ensuite le premier non-qualifié du championnat (septième). Deux autres places reviennent aux premiers non-qualifiés du championnat (cinquième et au sixième). Le rang en championnat détermine qui des trois clubs reçoit la moins avantageuse des places, celle qui ne qualifie que pour le 3e tour de qualification et non pour les barrages. Cependant, le vainqueur de la Coupe reçoit toujours la meilleure place.

## Les vingt clubs participants
Légende des couleurs
- Phase de groupes de la Ligue des champions de l'UEFA 2009-2010
- Tour de barrages de la Ligue des champions de l'UEFA 2009-2010
- Tour de barrages de la Ligue Europa 2009-2010
- Troisième tour de qualification de la Ligue Europa 2009-2010
- Promu de Liga B

| Club                    | Dernière montée | Classement 2009-2010 | Entraîneurs                                            | Depuis | Stade                       | Capacité théorique | Ville         |
| ----------------------- | --------------- | -------------------- | ------------------------------------------------------ | ------ | --------------------------- | ------------------ | ------------- |
| UD Almería              | 2007            | 11                   | Juanma Lillo José Luis Oltra Roberto Olabe             | 2011   | Estadio Mediterráneo        | 22 000             | Almería       |
| Athletic Bilbao         | 1928            | 8                    | Joaquín Caparrós                                       | 2007   | San Mamés                   | 39 750             | Bilbao        |
| Club Atlético de Madrid | 2001            | 9                    | Quique Sánchez Flores                                  | 2009   | Stade Vicente Calderón      | 54 851             | Madrid        |
| FC Barcelone            | 1928            | 1                    | Josep Guardiola                                        | 2008   | Camp Nou                    | 98 772             | Barcelone     |
| RCD de La Corogne       | 1991            | 10                   | Miguel Ángel Lotina                                    | 2007   | Stade du Riazor             | 34 600             | La Corogne    |
| Espanyol de Barcelone   | 1994            | 11                   | Mauricio Pochettino                                    | 2009   | Estadio Cornellá-El Prat    | 40 500             | Barcelone     |
| Getafe CF               | 2005            | 6                    | Míchel                                                 | 2009   | Coliseum Alfonso Pérez      | 16 300             | Getafe        |
| Hércules Alicante       | 2010            | 3 (LB)               | Esteban Vigo Miroslav Đukić                            | 2011   | Estadio José Rico Pérez     | 30 000             | Alicante      |
| Levante UD              | 2010            | 2 (LB)               | Luis García Plaza                                      | 2008   | Stade Ciutat de València    | 25 000             | Valence       |
| Málaga CF               | 2008            | 17                   | Jesualdo Ferreira Rafa Gil (intérim) Manuel Pellegrini | 2010   | Stade La Rosaleda           | 28 963             | Malaga        |
| Osasuna Pampelune       | 2000            | 12                   | José Antonio Camacho José Luis Mendilibar              | 2011   | Stade Reyno de Navarra      | 19 800             | Pampelune     |
| Racing de Santander     | 1973            | 16                   | Miguel Ángel Portugal Marcelino García Toral           | 2011   | Stade El Sardinero          | 22 124             | Santander     |
| RCD Majorque            | 1997            | 5                    | Michael Laudrup                                        | 2010   | Iberostar Estadio           | 23 142             | Majorque      |
| Real Madrid             | 1928            | 2                    | José Mourinho                                          | 2010   | Stade Santiago Bernabéu     | 80 354             | Madrid        |
| Real Saragosse          | 2009            | 14                   | José Aurelio Gay Javier Aguirre Onaindía               | 2010   | La Romareda                 | 34 596             | Saragosse     |
| Real Sociedad           | 2010            | 1 (LB)               | Martín Lasarte                                         | 2009   | Estadio Anoeta              | 32 000             | San Sebastian |
| Séville FC              | 2001            | 4                    | Antonio Álvarez Gregorio Manzano                       | 2010   | Stade Ramón Sánchez Pizjuán | 42 649             | Séville       |
| Real Sporting de Gijón  | 2008            | 15                   | Manuel Preciado                                        | 2006   | El Molinón                  | 26 000             | Gijón         |
| Valence CF              | 1987            | 3                    | Unai Emery                                             | 2008   | Mestalla                    | 55 000             | Valence       |
| Villarreal CF           | 2000            | 7                    | Juan Carolos Garrido                                   | 2010   | El Madrigal                 | 23 000             | Vila-real     |

## Compétition

### Saison
Le classement est calculé avec le barème de points suivant : une victoire vaut trois points, le match nul un. La défaite ne rapporte aucun point.
S'il y a égalité entre les deux équipes, le départage se fait avec les résultats des confrontations entre les équipes concernées. S'il y a à nouveau égalité, les équipes sont départagées à la différence de buts, puis à la meilleure attaque, et le cas échéant au classement fair-play.
| Rang | Équipe                | Pts | J  | G  | N  | P  | Bp  | Bc | Diff |
| ---- | --------------------- | --- | -- | -- | -- | -- | --- | -- | ---- |
| 1    | FC Barcelone T S C1   | 96  | 38 | 30 | 6  | 2  | 95  | 21 | +74  |
| 2    | Real Madrid C         | 92  | 38 | 29 | 5  | 4  | 102 | 33 | +69  |
| 3    | Valence CF            | 71  | 38 | 21 | 8  | 9  | 64  | 44 | +20  |
| 4    | Villarreal CF         | 62  | 38 | 18 | 8  | 12 | 54  | 44 | +10  |
| 5    | Séville FC            | 58  | 38 | 17 | 7  | 14 | 62  | 61 | +1   |
| 6    | Athletic Bilbao       | 58  | 38 | 18 | 4  | 16 | 59  | 55 | +4   |
| 7    | Atlético de Madrid SU | 58  | 38 | 17 | 7  | 14 | 62  | 53 | +9   |
| 8    | Espanyol Barcelone    | 49  | 38 | 15 | 4  | 19 | 46  | 55 | -9   |
| 9    | Osasuna Pampelune     | 47  | 38 | 13 | 8  | 17 | 45  | 46 | -1   |
| 10   | Sporting Gijón        | 47  | 38 | 11 | 14 | 13 | 35  | 42 | -7   |
| 11   | Málaga CF             | 46  | 38 | 13 | 7  | 18 | 54  | 68 | -14  |
| 12   | Racing Santander      | 46  | 38 | 12 | 10 | 16 | 41  | 56 | -15  |
| 13   | Real Saragosse        | 45  | 38 | 12 | 9  | 17 | 40  | 53 | -13  |
| 14   | Levante UD P          | 45  | 38 | 12 | 9  | 17 | 41  | 52 | -11  |
| 15   | Real Sociedad P       | 45  | 38 | 14 | 3  | 21 | 49  | 66 | -17  |
| 16   | Getafe CF             | 44  | 38 | 12 | 8  | 18 | 49  | 60 | -11  |
| 17   | RCD Majorque          | 44  | 38 | 12 | 8  | 18 | 41  | 56 | -15  |
| 18   | Deportivo la Corogne  | 43  | 38 | 10 | 13 | 15 | 31  | 47 | -16  |
| 19   | Hércules Alicante P   | 35  | 38 | 9  | 8  | 21 | 36  | 60 | -24  |
| 20   | UD Almería            | 30  | 38 | 6  | 12 | 20 | 36  | 70 | -34  |

Qualifications européennes
Ligue des champions 2011-2012
- 1er, 2e et 3e : phase de groupes
- 4e : tour de barrages pour non-champions

Ligue Europa 2011-2012
- 5e et 6e : tour de barrages
- 7e : 3e tour de qualification

Relégation
- 18e, 19e et 20e : relégation en Liga Adelante 2011-2012

Abréviations
- T : Tenant du titre
- S : Vainqueur de la Supercoupe d'Espagne 2010
- SU : Vainqueur de la Supercoupe de l'UEFA 2010
- C : Vainqueur de la Coupe du Roi 2010-2011
- C1 : Vainqueur de la Ligue des champions 2010-2011
- P : Promu de Liga Adelante 2009-2010

### Leader journée par journée
Mis à jour le 25 mai 2011

### Matchs
| Résultats (▼dom., ►ext.)                                   | ALM | AtB | AtM | BAR | DEP | ESP | GET | HER | LEV | MAL  | MAJ | OSA | RAC | ReM | SOC | SEV | SpG | VAL | VIL | SAR |
| Almería                                                    |     | 1-3 | 2-2 | 0-8 | 1-1 | 3-2 | 2-3 | 1-1 | 0-1 | 1-1  | 3-1 | 3-2 | 1-1 | 1-1 | 2-2 | 0-1 | 1-1 | 0-3 | 0-0 | 1-1 |
| Athletic Bilbao                                            | 1-0 |     | 1-2 | 1-3 | 1-2 | 2-1 | 3-0 | 3-0 | 3-2 | 1-1  | 3-0 | 1-0 | 2-1 | 0-3 | 2-1 | 2-0 | 3-0 | 1-2 | 0-1 | 2-1 |
| Atlético Madrid                                            | 1-1 | 0-2 |     | 1-2 | 2-0 | 2-3 | 2-0 | 2-1 | 4-1 | 0-3  | 3-0 | 3-0 | 0-0 | 1-2 | 3-0 | 2-2 | 4-0 | 1-2 | 3-1 | 1-0 |
| FC Barcelone                                               | 3-1 | 2-1 | 3-0 |     | 0-0 | 2-0 | 2-1 | 0-2 | 2-1 | 4-1  | 1-1 | 2-0 | 3-0 | 5-0 | 5-0 | 5-0 | 1-0 | 2-1 | 3-1 | 1-0 |
| Deportivo La Corogne                                       | 0-2 | 2-1 | 0-1 | 0-4 |     | 3-0 | 2-2 | 1-0 | 0-1 | 3-0  | 2-1 | 0-0 | 2-0 | 0-0 | 2-1 | 3-3 | 1-1 | 0-2 | 1-0 | 0-0 |
| Espanyol Barcelone                                         | 1-0 | 2-1 | 2-2 | 1-5 | 2-0 |     | 3-1 | 3-0 | 2-1 | 1-0  | 1-2 | 1-0 | 1-2 | 0-1 | 4-1 | 2-3 | 1-0 | 2-2 | 0-1 | 4-0 |
| Getafe                                                     | 2-0 | 2-2 | 1-1 | 1-3 | 4-1 | 1-3 |     | 3-0 | 4-1 | 0-2  | 3-0 | 2-0 | 0-1 | 2-3 | 0-4 | 1-0 | 3-0 | 2-4 | 1-0 | 1-1 |
| Hércules Alicante                                          | 1-2 | 0-1 | 4-1 | 0-3 | 1-0 | 0-0 | 0-0 |     | 3-1 | 4-1  | 2-2 | 0-4 | 2-3 | 1-3 | 2-1 | 2-0 | 0-0 | 1-2 | 2-2 | 2-1 |
| Levante                                                    | 1-0 | 1-2 | 2-0 | 1-1 | 1-2 | 1-0 | 2-0 | 2-1 |     | 3-1  | 1-1 | 2-1 | 3-1 | 0-0 | 2-1 | 1-4 | 0-0 | 0-1 | 1-2 | 1-2 |
| Málaga                                                     | 3-1 | 1-1 | 0-3 | 1-3 | 0-0 | 2-0 | 2-2 | 3-1 | 1-0 |      | 3-0 | 0-1 | 4-1 | 1-4 | 1-2 | 1-2 | 2-0 | 1-3 | 2-3 | 1-2 |
| Majorque                                                   | 4-1 | 1-0 | 3-4 | 0-3 | 0-0 | 0-1 | 2-0 | 3-0 | 2-1 | 2-0  |     | 2-0 | 0-1 | 0-0 | 2-0 | 2-2 | 0-4 | 1-2 | 0-0 | 1-0 |
| Osasuna                                                    | 0-0 | 1-2 | 2-3 | 0-3 | 0-0 | 4-0 | 0-0 | 3-0 | 1-1 | 3-0  | 1-1 |     | 3-1 | 1-0 | 3-1 | 3-2 | 1-0 | 1-0 | 1-0 | 0-0 |
| Racing Santander                                           | 1-0 | 1-2 | 2-1 | 0-3 | 1-0 | 0-0 | 0-1 | 0-0 | 1-1 | 1-2  | 2-0 | 4-1 |     | 1-3 | 2-1 | 3-2 | 1-1 | 1-1 | 2-2 | 2-0 |
| Real Madrid                                                | 8-1 | 5-1 | 2-0 | 1-1 | 6-1 | 3-0 | 7-0 | 2-0 | 6-0 | 7-0  | 1-0 | 1-0 | 6-1 |     | 4-1 | 1-0 | 0-1 | 2-0 | 4-2 | 2-3 |
| Real Sociedad                                              | 2-0 | 2-0 | 2-4 | 2-1 | 3-0 | 1-0 | 1-1 | 1-3 | 1-1 | 0-2  | 1-0 | 1-0 | 1-0 | 1-2 |     | 2-3 | 2-1 | 1-2 | 1-0 | 2-1 |
| Séville FC                                                 | 1-3 | 4-3 | 3-1 | 1-1 | 0-0 | 1-2 | 1-3 | 1-0 | 4-1 | 0-0  | 1-2 | 1-0 | 1-1 | 2-6 | 3-1 |     | 3-0 | 2-0 | 3-2 | 3-1 |
| Real Sporting de Gijón                                     | 1-0 | 2-2 | 1-0 | 1-1 | 2-2 | 1-0 | 2-0 | 2-0 | 1-1 | 1-2  | 2-0 | 1-0 | 2-1 | 0-1 | 1-3 | 2-0 |     | 0-2 | 1-1 | 0-0 |
| Valence                                                    | 2-1 | 2-1 | 1-1 | 0-1 | 5-0 | 7-1 | 8-0 | 6-0 | 0-0 | 4-3  | 1-2 | 3-3 | 1-0 | 3-6 | 3-0 | 0-1 | 0-0 |     | 5-0 | 1-1 |
| Villarreal                                                 | 2-0 | 4-1 | 2-0 | 0-1 | 1-0 | 4-0 | 2-1 | 1-0 | 7-1 | 1-1  | 3-1 | 4-2 | 2-0 | 1-3 | 2-1 | 1-0 | 1-1 | 1-1 |     | 1-0 |
| Saragosse                                                  | 1-0 | 2-1 | 0-1 | 0-2 | 1-0 | 1-0 | 2-1 | 0-0 | 1-0 | 3-19 | 3-2 | 1-3 | 1-1 | 5-3 | 2-1 | 1-2 | 2-2 | 4-0 | 0-3 |     |
| - Victoire à domicile - Match nul - Victoire à l'extérieur |     |     |     |     |     |     |     |     |     |      |     |     |     |     |     |     |     |     |     |     |

### Changements d'entraîneurs
| Équipe           | Entraîneur partant    | Date de départ    | Remplacé par           | Date d'entrée en fonction | Place au classement                              |
| ---------------- | --------------------- | ----------------- | ---------------------- | ------------------------- | ------------------------------------------------ |
| Séville FC       | Antonio Álvarez       | 26 septembre 2010 | Gregorio Manzano       | 26 September 2010         | 7e                                               |
| Málaga           | Jesualdo Ferreira     | 2 novembre 2010   | Manuel Pellegrini      | 4 novembre 2010           | 18e (20e après l'intérim d'un match de Rafa Gil) |
| Real Saragosse   | José Aurelio Gay      | 17 novembre 2010  | Javier Aguirre         | 17 novembre 2010          | 20e                                              |
| Almería          | Juanma Lillo          | 20 novembre 2010  | José Luis Oltra        | 24 novembre 2010          | 19e                                              |
| Racing Santander | Miguel Ángel Portugal | 7 février 2011    | Marcelino García Toral | 9 février 2011            | 16e                                              |
| Osasuna          | José Antonio Camacho  | 14 février 2011   | José Luis Mendilibar   | 14 février 2011           | 18e                                              |
| Hércules         | Esteban Vigo          | 20 mars 2011      | Miroslav Đukić         | 23 mars 2011              | 20e                                              |
| Almería          | José Luis Oltra       | 5 avril 2011      | Roberto Olabe          | 5 avril 2011              | 20e                                              |

## Statistiques

### Meilleur buteur
Le Trophée Pichichi récompense le meilleur buteur de la saison, tandis que le Trophée Zarra est décerné au meilleur buteur espagnol de la saison. Cristiano Ronaldo, avec 40 buts, remporte le premier tandis que Álvaro Negredo, avec 20 buts, remporte le second.
| Rang | Joueur            | Club            | Buts |
| ---- | ----------------- | --------------- | ---- |
| 1    | Cristiano Ronaldo | Real Madrid     | 40   |
| 2    | Lionel Messi      | FC Barcelone    | 31   |
| 3    | Sergio Agüero     | Atletico Madrid | 20   |
| 3    | Álvaro Negredo    | Séville FC      | 20   |

### Meilleur passeur
| Rang | Joueur       | Club         | Passes |
| ---- | ------------ | ------------ | ------ |
| 1    | Lionel Messi | FC Barcelone | 18     |
| 2    | Mesut Özil   | Real Madrid  | 17     |
| 3    | Dani Alves   | FC Barcelone | 15     |

## Prix LFP
Le Prix LFP est une récompense officielle décernée par la Ligue de football professionnel.
| Catégorie           |               |              |
| Catégorie           | Joueur        | Équipe       |
| ------------------- | ------------- | ------------ |
| Meilleur joueur     | Lionel Messi  | FC Barcelone |
| Meilleur entraîneur | Pep Guardiola | FC Barcelone |
| Meilleur gardien    | Víctor Valdés | FC Barcelone |

### Équipe-type de la Liga BBVA 2010-2011
| Poste | Joueur            | Club         |
| ----- | ----------------- | ------------ |
| GK    | Víctor Valdés     | FC Barcelone |
| DC    | Ricardo Carvalho  | Real Madrid  |
| DC    | Gerard Piqué      | FC Barcelone |
| DL    | Dani Alves        | FC Barcelone |
| DL    | Marcelo           | Real Madrid  |
| MDF   | Xabi Alonso       | Real Madrid  |
| MR    | Xavi              | FC Barcelone |
| MR    | Andrés Iniesta    | FC Barcelone |
| MO    | Mesut Özil        | Real Madrid  |
| Ai    | Cristiano Ronaldo | Real Madrid  |
| AC    | Lionel Messi      | FC Barcelone |

### Bilan de la saison
- Premier but de la saison :  Fernando Llorente   35e pour le Athletic Bilbao contre le Hércules, le 28 août 2010.
- Premier penalty :  Rubén Suárez   8e (pen.) pour le Levante contre le Séville, le 28 août 2010.
- Joueurs ayant marqué un quadruplé :
  -  Cristiano Ronaldo, pour le Real Madrid, contre le Racing Santander (6-1), le 23 octobre 2010.
  -  Roberto Soldado pour Valence, contre Getafe, (4-2), le (2 avril 2011)
  -  Cristiano Ronaldo pour le Real Madrid contre Séville, (6-2), le (7 mai 2011).
- Les coups du chapeau de la saison :
  -  Cristiano Ronaldo pour le Real Madrid contre le Racing Santander (23 octobre 2010) Real Madrid 6-1 Racing Santander.
  -  Lionel Messi pour le Barcelone contre Almería le (20 novembre 2010) Almería 0-8 Barcelone.
  -  Cristiano Ronaldo pour le Real Madrid contre l'Athletic Bilbao (le 20 novembre 2010) Real Madrid 5–1 Athletic Bilbao.
  -  Cristiano Ronaldo pour le Real Madrid contre Villarreal le (9 janvier 2011) Real Madrid 4–2 Villarreal.
  -  Luís Fabiano pour Séville contre Levante le (22 janvier 2011) Sevilla 4–1 Levante.
  -  Lionel Messi pour le Barcelone contre l'Atlético Madrid, le (5 février 2011) Barcelone 3–0 Atlético Madrid.
  -  Cristiano Ronaldo pour le Real Madrid contre Málaga le (3 mars 2011) Real Madrid 7–0 Málaga.
  -  Roberto Soldado, pour Valence, contre Getafe, le (2 avril 2011) Getafe 2–4 Valencia.
  -  Diego Costa pour l'Atlético Madrid, contre Osasuna, le (3 avril 2011) Osasuna 2–3 Atlético Madrid.
  -  Gonzalo Higuaín pour le Real Madrid contre Valence, le (23 avril 2011) Valencia 3–6 Real Madrid.
  -  Cristiano Ronaldo pour le Real Madrid, contre Séville, le (7 mai 2011) Sevilla 2–6 Real Madrid.
  -  Cristiano Ronaldo pour le Real Madrid, contre Getafe, le (10 mai 2011) Real Madrid 4–0 Getafe.
  -  Emmanuel Adebayor pour le Real Madrid, contre Almería, le (21 mai 2011) Real Madrid 8–1 Almería.
  -  Sergio Agüero pour l'Atlético Madrid, contre Mallorca, le (21 mai 2011) Mallorca 33–44 Atlético Madrid.